# Halowe Mistrzostwa Europy w Lekkoatletyce 2013 – skok o tyczce mężczyzn
Skok o tyczce mężczyzn – jedna z konkurencji rozegranych podczas halowych lekkoatletycznych mistrzostw Europy w hali Scandinavium w Göteborgu.
Tytuł wywalczony 2 lata temu w Paryżu obronił Francuz Renaud Lavillenie.

## Rekordy
| Rekord świata                        | Serhij Bubka      | 6,15 | Donieck, Ukraina | 21 lutego 1993 |
| Rekord Europy                        | Serhij Bubka      | 6,15 | Donieck, Ukraina | 21 lutego 1993 |
| Rekord mistrzostw Europy             | Renaud Lavillenie | 6,03 | Paryż, Francja   | 5 marca 2011   |
| Najlepszy wynik na świecie w sezonie | Renaud Lavillenie | 5,94 | Metz, Francja    | 24 lutego 2013 |
| Najlepszy wynik w Europie w sezonie  | Renaud Lavillenie | 5,94 | Metz, Francja    | 24 lutego 2013 |

## Terminarz
| Data    | Godzina |            |
| ------- | ------- | ---------- |
| 2 marca | 11:00   | Eliminacje |
| 3 marca | 16:33   | Finał      |

## Rezultaty
| NR – rekord kraju \| WL – najlepszy tegoroczny wynik na listach światowych \| EL - najlepszy tegoroczny wynik na listach europejskich |
| SB – najlepszy wynik w sezonie \| PB – rekord życiowy                                                                                 |
| NM - niezaliczona żadna wysokość |

### Eliminacje
Do eliminacji zgłoszono 25 tyczkarzy. Aby awansować do finału – w którym startuje ósemka zawodników – należało uzyskać wynik 5,75 (Q). W przypadku gdyby rezultat ten osiągnęła mniejsza liczba skoczków – lub żaden ze startujących – kryterium awansu były najlepsze wyniki uzyskane przez sportowców (q).
| Poz. | Grupa | Zawodnik               | Narodowość      | 5,20 | 5,40 | 5,50 | 5,60 | 5,70 | 5,75 | Rezultat | Uwagi |
| ---- | ----- | ---------------------- | --------------- | ---- | ---- | ---- | ---- | ---- | ---- | -------- | ----- |
| 1    | A     | Björn Otto             | Niemcy          | –    | –    | –    | xo   | –    | o    | 5,75     | Q     |
| 2    | A     | Konstandinos Filipidis | Grecja          | –    | o    | o    | o    | xxo  | o    | 5,75     | Q     |
| 3    | A     | Jan Kudlička           | Czechy          | –    | o    | –    | xo   | o    |      | 5,70     | q     |
| 3    | A     | Steven Lewis           | Wielka Brytania | –    | o    | –    | xo   | o    |      | 5,70     | q,    |
| 5    | B     | Renaud Lavillenie      | Francja         | –    | –    | –    | o    | xo   |      | 5,70     | q     |
| 6    | A     | Robert Sobera          | Polska          | o    | o    | o    | o    | xxx  |      | 5,60     | q,    |
| 6    | B     | Raphael Holzdeppe      | Niemcy          | –    | –    | –    | o    | –    |      | 5,60     | q     |
| 6    | B     | Malte Mohr             | Niemcy          | –    | –    | –    | o    | –    |      | 5,60     | q     |
| 9    | A     | Ivan Horvat            | Chorwacja       | o    | o    | xxo  | o    | xr   |      | 5,60     | =     |
| 10   | B     | Iwan Jeriomin          | Ukraina         | o    | o    | xo   | xo   | xxx  |      | 5,60     | PB    |
| 11   | A     | Mareks Ārents          | Łotwa           | o    | o    | o    | xxx  |      |      | 5,50     |       |
| 12   | B     | Piotr Lisek            | Polska          | o    | xo   | o    | x–   | xx   |      | 5,50     | =     |
| 12   | B     | Giorgio Piantella      | Włochy          | o    | xo   | o    | xxx  |      |      | 5,50     | =     |
| 14   | A     | Melker Svärd-Jacobsson | Szwecja         | o    | xxo  | o    | xxx  |      |      | 5,50     | PB    |
| 15   | B     | Stanley Joseph         | Francja         | o    | o    | xo   | xxx  |      |      | 5,50     |       |
| 16   | B     | Robert Renner          | Słowenia        | o    | xo   | xo   | xxx  |      |      | 5,50     |       |
| 17   | B     | Alhaji Jeng            | Szwecja         | –    | o    | –    | xxx  |      |      | 5,40     |       |
| 17   | B     | Rasmus Jørgensen       | Dania           | o    | o    | xxx  |      |      |      | 5,40     |       |
| 17   | A     | Ołeksandr Korczmid     | Ukraina         | o    | o    | xx–  | x    |      |      | 5,40     | =     |
| 20   | A     | Nikandros Stylianu     | Cypr            | o    | xxo  | xxx  |      |      |      | 5,40     | =     |
| 21   | B     | Eemeli Salomäki        | Finlandia       | xo   | xxo  | xxx  |      |      |      | 5,40     |       |
| 22   | B     | Edi Maia               | Portugalia      | xo   | xxx  |      |      |      |      | 5,20     |       |
| 23   | A     | Andrej Poljanec        | Słowenia        | xxo  | xxx  |      |      |      |      | 5,20     |       |
| —    | A     | Emile Denecker         | Francja         | xxx  |      |      |      |      |      | NM       |       |
| —    | A     | Anton Iwakin           | Rosja           | –    | xxx  |      |      |      |      | NM       |       |

### Finał
| Poz. | Zawodnik               | Reprezentacja   | 5,41 | 5,51 | 5,61 | 5,71 | 5,76 | 5,81 | 5,86 | 5,91 | 5,96 | 6,01 | 6,07 | Rezultat | Uwagi |
| ---- | ---------------------- | --------------- | ---- | ---- | ---- | ---- | ---- | ---- | ---- | ---- | ---- | ---- | ---- | -------- | ----- |
|      | Renaud Lavillenie      | Francja         | -    | -    | o    | -    | o    | -    | o    | o    | o    | o    | xxx  | 6,01     | WL    |
|      | Björn Otto             | Niemcy          | -    | -    | o    | -    | o    | -    | x-   | -    | x-   | x    |      | 5,76     |       |
|      | Malte Mohr             | Niemcy          | -    | -    | xxo  | -    | xo   | xxx  |      |      |      |      |      | 5,76     |       |
| 4.   | Konstandinos Filipidis | Grecja          | –    | –    | o    | –    | xxo  | xxx  |      |      |      |      |      | 5,76     |       |
| 5.   | Jan Kudlička           | Czechy          | xo   | –    | o    | o    | –    | xxx  |      |      |      |      |      | 5,71     |       |
| 6.   | Steven Lewis           | Wielka Brytania | –    | o    | –    | xxo  | –    | xxx  |      |      |      |      |      | 5,71     | SB    |
| 6.   | Robert Sobera          | Polska          | o    | o    | o    | xxo  | xx–  | x    |      |      |      |      |      | 5,71     | PB    |
| 8.   | Raphael Holzdeppe      | Niemcy          | –    | –    | xxo  | –    | xxx  |      |      |      |      |      |      | 5,61     |       |